# Бришево (Поличник)
Бришево (хорв. Briševo) — населений пункт у Хорватії, у Задарській жупанії у складі громади Поличник.

## Населення
Населення за даними перепису 2011 року становило 657 осіб.
Динаміка чисельності населення у поселенні:

## Клімат
Середня річна температура становить 14,04 °C, середня максимальна – 28,51 °C, а середня мінімальна – -0,34 °C. Середня річна кількість опадів – 892 мм.
| Клімат поселення                              | Клімат поселення | Клімат поселення | Клімат поселення | Клімат поселення | Клімат поселення | Клімат поселення | Клімат поселення | Клімат поселення | Клімат поселення | Клімат поселення | Клімат поселення | Клімат поселення | Клімат поселення |
| Показник                                      | Січ.             | Лют.             | Бер.             | Квіт.            | Трав.            | Черв.            | Лип.             | Серп.            | Вер.             | Жовт.            | Лист.            | Груд.            |                  |
| Середній максимум, °C                         | 10,89            | 11,98            | 14,78            | 17,92            | 22,48            | 26,18            | 28,51            | 27,86            | 24,05            | 19,74            | 14,17            | 11,10            |                  |
| Середня температура, °C                       | 5,26             | 6,35             | 9,18             | 12,31            | 16,85            | 20,58            | 23,92            | 23,29            | 19,47            | 15,18            | 9,59             | 6,50             |                  |
| Середній мінімум, °C                          | −0,34            | 0,75             | 3,56             | 6,70             | 11,24            | 14,97            | 19,35            | 18,71            | 14,90            | 10,60            | 5,02             | 1,95             |                  |
| Норма опадів, мм                              | 74               | 64               | 68               | 74               | 68               | 57               | 33               | 51               | 99               | 107              | 104              | 93               |                  |
| Середньомісячна швидкість вітру, м/с          | 2.52             | 2.67             | 2.88             | 2.78             | 2.42             | 2.24             | 2.25             | 2.12             | 2.27             | 2.37             | 2.86             | 2.76             |                  |
| Середньомісячна сонячна радіація, кДж/м²·день | 4957             | 7695             | 11331            | 16148            | 20400            | 22489            | 24213            | 20994            | 15546            | 9875             | 5398             | 4249             |                  |
| --------------------------------------------- | ---------------- | ---------------- | ---------------- | ---------------- | ---------------- | ---------------- | ---------------- | ---------------- | ---------------- | ---------------- | ---------------- | ---------------- | ---------------- |
| Джерело:                                      |                  |                  |                  |                  |                  |                  |                  |                  |                  |                  |                  |                  |                  |